# Тустоголовы
Тустоголовы (укр. Тустоголови) — село в Зборовской городской общине Тернопольского района Тернопольской области Украины.
Код КОАТУУ — 6122686009. Население по переписи 2001 года составляло 222 человека.
До 2020 года входило в Зборовский район.

## Географическое положение
Село Тустоголовы находится на правом берегу реки Восточная Стрыпа, в месте впадения в неё реки Гнилка,
выше по течению на расстоянии в 2 км расположено село Кудобинцы,
ниже по течению на расстоянии в 0,5 км расположен город Зборов,
выше по течению реки Гнилка на расстоянии в 2 км расположено село Подгайчики.
Через село проходит железная дорога, станция Тустоголовы.
Рядом проходит автомобильная дорога Н-02.

## История
- 1684 год — дата основания.

## Объекты социальной сферы
- Школа I ст.